# Desa Purwogondo (administrativ by i Indonesien, lat -6,73, long 110,71)
Desa Purwogondo är en administrativ by i Indonesien.   Den ligger i provinsen Jawa Tengah, i den västra delen av landet, 400 km öster om huvudstaden Jakarta.